# Zębiełek ciemny
Zębiełek ciemny (Crocidura caliginea) – gatunek ssaka owadożernego z rodziny ryjówkowatych (Soricidae). Występuje endemicznie w Demokratycznej Republice Konga. Zamieszkuje pierwotne nizinne lasy do wysokości 750 m n.p.m.; sporadycznie widywany jest w lasach wtórnych. Niewiele wiadomo na temat ekologii tego gatunku. W Czerwonej księdze gatunków zagrożonych Międzynarodowej Unii Ochrony Przyrody został zaliczony do kategorii LC (najmniejszej troski).